# Benedikt Anton Aufschnaiter
Pour les articles homonymes, voir Aufschnaiter.
Benedikt Anton Aufschnaiter, ou Benedictus Antonius Auffschneiter (né le 21 février 1665 à Kitzbühel et mort le 24 janvier 1742 à Passau), est un compositeur autrichien.

## Biographie
Né en 1665 dans le Tyrol, il se forme à Vienne. Le 16 janvier 1705, il est nommé maître de chapelle de Passau (actuelle bavière) par son cardinal-évêque Johann Philipp Graf Lamberg, à la suite du décès de Georg Muffat. C'est là qu'il mourra, en janvier 1742. Marié deux fois, il aura un fils de sa seconde union.
Selon le violoniste et chef d'orchestre Gunar Letzbor, Aufschnaiter serait le « Bach catholique » : 

« Comme Bach, Aufschnaiter suit une esthétique personnelle qui ne s’émeut guère des modernismes contemporains, approfondissant à l’extrême le langage disponible. Comme Bach, il pratique l’expansion de la polyphonie par la dimension supplémentaire de la modulation. Mais Bach est protestant, Aufschnaiter catholique. Le premier transmet et communique le Verbe. Le second peint le texte, le sublime par l’image, la force rhétorique et théâtrale résultant de ses attributs : timbres, harmonies, dynamiques. »

## Œuvres
Écrits théoriques sur la musique
Regulæ Fundamentales Musurgiæ (règles fondamentales de la composition musicale „Anweisung oder Fundamentalregeln, um eine gute Musik zu componieren“)
Compositions
- Concors Discordia op. 2, Nürnberg 1695 (sechs Serenaden für Orchester)
- Dulcis Fidium Harmoniæ op. 4, Augsburg 1703 (acht vierstimmige Kirchensonaten)
- Memnon sacer ab oriente op. 5, Augsburg 1709, Vesperpsalmen
- Alaudæ V op. 6, Augsburg 1711, fünf Messen
- Aquila clangens op. 7, Passau 1719, zwölf Offertorien
- Cymbalum Davidis op. 8, Passau 1728, vier Vesperpsalmen

## Discographie
- Serenades - L'Orfeo Barockorchester, dir. Michi Gaigg (11-13 novembre 1996, CPO) (OCLC 41224976)
- Concors discordia, op. 2 - L'Orfeo Barockorchester, dir. Michi Gaigg (1996, CPO 999 457-2) (OCLC 873780426)
- Dulcis Fidium Harmonia op. 4 (1703) - Chœur de garçons de Saint-Florian, Ars Antiqua Austria, dir. Gunar Letzbor (10-14 juillet 2002, Arcana A 313)[2] (OCLC 871964761)
- Memnon sacer ab oriente, vêpres op. 5 (1709) - Ars Antiqua Austria, dir. Gunar Letzbor (2015, Pan Classics PC 10349)[3]